# Municipio Frontera Hidalgo
Koordinaten: 14° 46′ N, 92° 12′ W
Frontera Hidalgo ist ein Municipio im Süden des mexikanischen Bundesstaats Chiapas. Das Municipio hat über 12.000 Einwohner und eine Fläche von 94,4 km². Verwaltungssitz und größter Ort des Municipios ist das gleichnamige Frontera Hidalgo.
Frontera Hidalgo hieß bis 1989 Frontera Díaz. Der heutige Name ist dem mexikanischen Liberalisten Miguel Hidalgo gewidmet, zuvor ehrte der Name den mehrfachen Präsidenten Mexikos Porfirio Díaz.

## Geographie
Das Municipio Frontera Hidalgo liegt im Süden des mexikanischen Bundesstaats Chiapas in der Region Soconusco auf Höhen unter 100 m. Es zählt zur Gänze zur physiographischen Provinz der Cordillera Centroamericana und liegt vollständig in der hydrologischen Region Costa de Chiapas. Die Geologie des Municipios wird zu 97 % von Alluvionen bestimmt, vorherrschender Bodentyp ist der Cambisol (92,5 %). Etwa 65 % der Gemeindefläche dienen dem Ackerbau, 34 % werden von Weideland eingenommen.
Das Municipio Frontera Hidalgo grenzt an die Municipios Metapa, Tuxtla Chico, Tapachula und Suchiate sowie an die Republik Guatemala.

## Bevölkerung
Beim Zensus 2010 wurden im Municipio 12.665 Menschen in 3.029 Wohneinheiten gezählt. Davon wurden vier Personen als Sprecher einer indigenen Sprache registriert. 17 Prozent der Bevölkerung waren Analphabeten. 4.186 Einwohner wurden als Erwerbspersonen registriert, wovon 79 % Männer bzw. 1,9 % arbeitslos waren. Mehr als 28 % der Bevölkerung lebten in extremer Armut.

## Orte
Das Municipio Frontera Hidalgo umfasst 14 bewohnte localidades, von denen nur der Hauptort vom INEGI als urban klassifiziert ist. Sieben Orte wiesen beim Zensus 2010 eine Einwohnerzahl von über 500 auf, kein Ort hatte weniger als 100 Einwohner. Die größten Orte sind:
| Ort              | Einwohner |
| Frontera Hidalgo | 3519      |
| Ignacio Zaragoza | 2464      |
| Texcaltic        | 1743      |